# Dětřichov (Svitavy)
Dětřichov es una localidad situada en el distrito de Svitavy, en la región de Pardubice, República Checa. Tiene una población estimada, a principios de 2021, de 348 habitantes.
Está ubicada al sureste de la región, cerca de la frontera con las regiones de Moravia Meridional y Olomouc, y del río Svitava (cuenca hidrográfica del Danubio).